# British Columbia Highway 17A
Highway 17A in British Columbia, der westlichsten Provinz Kanadas, stellt eine alternative Streckenführung zum Highway 17 dar. Der Highway 17A verläuft westlich vom Highway 17 und erschließt damit die westliche Küstenregion der Saanich-Halbinsel. Er erstreckt sich über eine Länge von 27 km, wird mittlerweile aber nicht mehr ausgeschildert, jedoch weiterhin rechtlich als Highway der Provinz geführt.